# شهرداری دوبرنا
شهرداری دوبرنا (به لاتین: Municipality of Dobrna) یک منطقهٔ مسکونی در اسلوونی است که در اسلوونی واقع شده‌است. شهرداری دوبرنا ۳۱٫۷ کیلومتر مربع مساحت و ۲٬۰۸۳ نفر جمعیت دارد.